# Tržišče, Sevnica
Tržišče este o localitate din comuna Sevnica, Slovenia, cu o populație de 198 de locuitori.